# The Future Sound of London
The Future Sound of London (a menudo abreviado FSOL) es un grupo británico de música electrónica formado por Garry Cobain y Brian Dougans. 

## Estilo y trayectoria
Suele reconocerse al dúo por haber sido pioneros en una nueva era de la de música de baile y por su experimentación con la música electrónica.  Aunque en ocasiones se etiqueta su música como ambient, Cobain y Dougans suelen resistirse a ser encuadrados en un género determinado. Su trabajo cubre diferentes áreas de la música electrónica, como ambient techno, house, trip-hop, ambient dub o acid techno. 
De modo adicional a la composición musical, sus intereses cubren diferentes áreas como el cine y el vídeo, la computación gráfica en 2D y 3D, la animación desarrollando casi todos los vídeos de sus propios sencillos, la radiocomunicación y la creación de sus propios dispositivos para la creación musical.

## Alias
Han publicado bajo diferentes alias además de su principal nombre artístico.
- Aircut
- Amorphous Androgynous
- Art Science Technology
- Candese
- Deep Field
- Dope Module
- EMS:Piano
- Heads Of Agreement
- Homeboy
- Humanoid
- Indo Tribe
- Intelligent Communication
- Mental Cube
- Metropolis
- Part-Sub-Merged
- Polemical
- Q
- Semtex
- Semi Real
- Six Oscillators In Remittance
- Smart Systems
- T.Rec
- The Far-out Son Of Lung
- The Orgone Accumulator
- Unit 2449
- Yage
- Yunie
- Zeebox

## Discografía
- Accelerator (1991)
- Lifeforms (1994)
- ISDN (1994)
- Dead Cities (1996)
- The Isness (2002) (como Amorphous Androgynous excepto en EE. UU.)
- Environments (2007)
- Environments II (2008)
- Environments 3 (2010)

## Listas de éxitos

### Sencillos
| Año  | Sencillo                                                | Lista            | Posición |
| ---- | ------------------------------------------------------- | ---------------- | -------- |
| 1988 | "Stakker Humanoid"                                      | UK Singles Chart | #17      |
| 1989 | "Slam"                                                  | UK Singles Chart | #54      |
| 1992 | "Papua New Guinea"                                      | UK Singles Chart | #22      |
| 1992 | "Stakker Humanoid '92"                                  | UK Singles Chart | #40      |
| 1993 | "Cascade"                                               | UK Singles Chart | #27      |
| 1994 | "Expander"                                              | UK Singles Chart | #72      |
| 1994 | "Lifeforms (feat. Elizabeth Fraser)"                    | UK Singles Chart | #14      |
| 1995 | "The Far-Out Son of Lung and the Ramblings of a Madman" | UK Singles Chart | #22      |
| 1996 | "My Kingdom"                                            | UK Singles Chart | #13      |
| 1997 | "We Have Explosive"                                     | UK Singles Chart | #12      |
| 2001 | "Stakker Humanoid 2001"                                 | UK Singles Chart | #65      |
| 2001 | "Papua New Guinea 2001"                                 | UK Singles Chart | #28      |

### Álbumes
| Año  | Álbum         | Lista           | Posición |
| ---- | ------------- | --------------- | -------- |
| 1991 | "Accelerator" | UK Albums Chart | #75      |
| 1994 | "Lifeforms"   | UK Album Charts | #6       |
| 1994 | "ISDN"        | UK Album Charts | #44      |
| 1996 | "Dead Cities" | UK Album Charts | #26      |
| 2002 | "The Isness"  | UK Album Charts | #68      |